# Ballaison
Ballaison is een gemeente in het Franse departement Haute-Savoie (regio Auvergne-Rhône-Alpes). De plaats maakt deel uit van het arrondissement Thonon-les-Bains. Ballaison telde op 1 januari 2022 1.475 inwoners.

## Geografie
De oppervlakte van Ballaison bedroeg op 1 januari 2022 13,3 vierkante kilometer; de bevolkingsdichtheid was toen 110,9 inwoners per km².

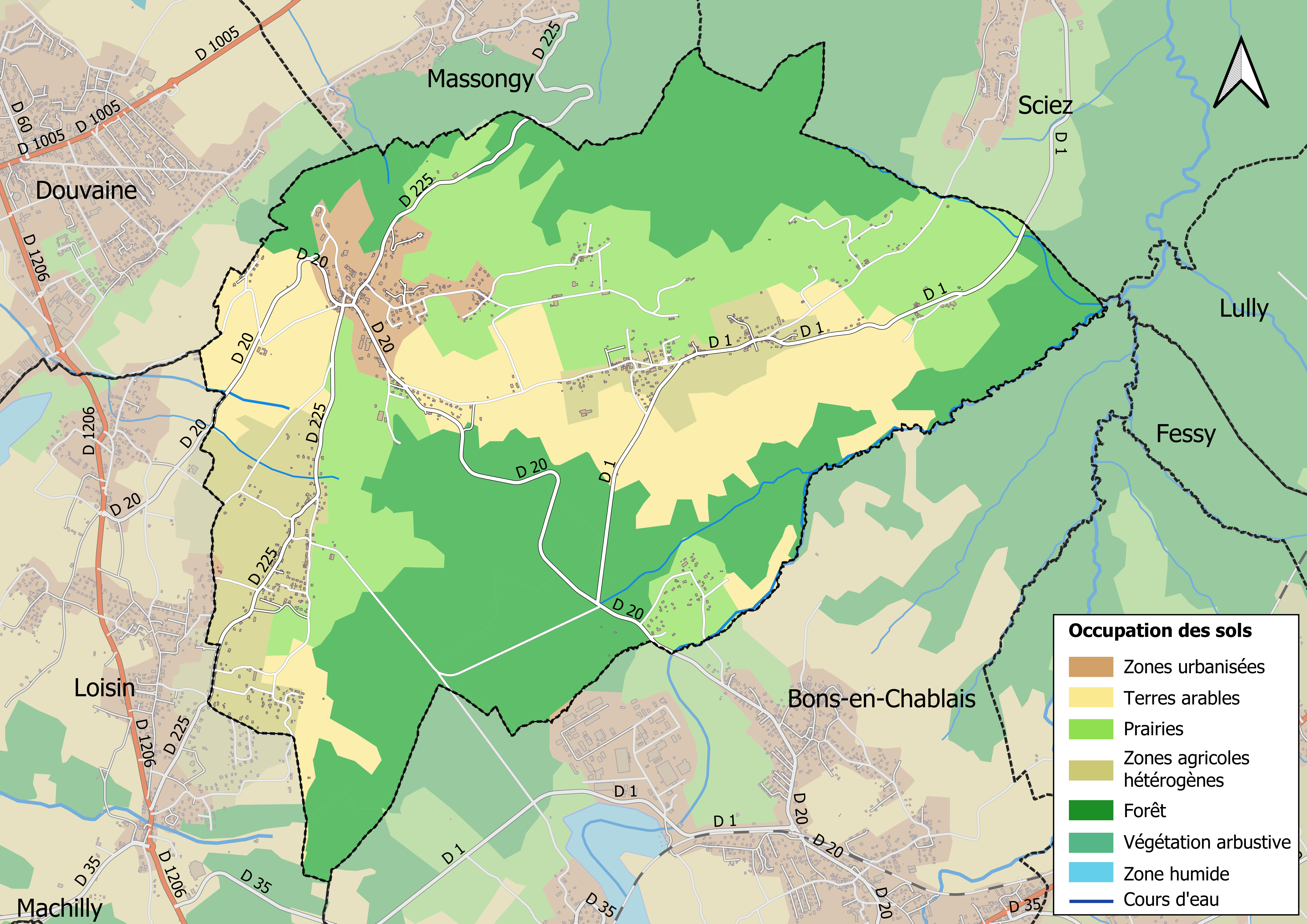
Kaart van de gemeente met de belangrijkste infrastructuur, bodemgebruik en omliggende gemeenten

## Demografie
Onderstaande figuur toont het verloop van het inwonertal (bron: INSEE-tellingen).